# Anton von Petz
Anton svobodný pán von Petz (německy Anton Joseph Emmerich Maria Freiherr von Petz) (24. ledna 1819 Veneția de Sus, dnes Rumunsko – 7. května 1885 Terst) byl rakousko-uherský admirál. U c. k. námořnictva sloužil od roku 1837 a zúčastnil se několika válek. Vyznamenal se ve válce s Itálií a za aktivitu v bitvě u Visu získal prestižní Vojenský řád Marie Terezie (1866) a šlechtický titul barona (1867). V letech 1868–1871 vedl důležitou expedici na Dálný východ a do Ameriky. V závěru kariéry byl velitelem námořní základny v Terstu a v roce 1878 odešel do výslužby v hodnosti viceadmirála.

## Biografie

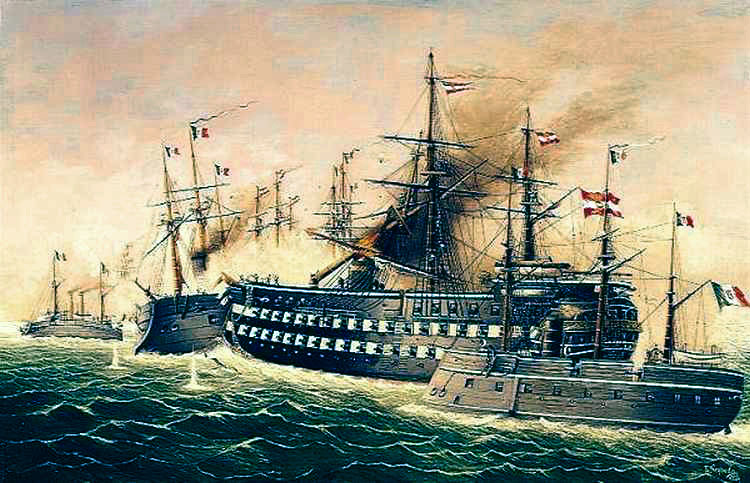
SMS Kaiser, vlajková loď Antona Petze při útoku na italské loďstvo v bitvě u Visu 1866

Narodil se v Sedmihradsku jako syn c. k. majora Josefa von Petze (1773–1833). Studoval na Skotském gymnáziu ve Vídni a v letech 1833–1837 na námořní akademii v Benátkách. V roce 1837 vstoupil jako kadet k rakouskému námořnictvu a sloužil v obchodní i civilní dopravě. V roce 1840 se na fregatě SMS Guerriera zúčastnil mezinárodní operace v Sýrii proti egyptskému místokráli Muhammadovi Alímu. V letech 1842–1843 absolvoval cestu do Anglie a na fregatě SMS Bellona byl pobočníkem vrchního velitele námořnictva arcivévody Fridricha Ferdinanda. Mezitím v roce 1842 získal hodnost praporčíka a v letech 1845–1848 vyučoval matematiku na námořní škole v Benátkách. V roce 1848 byl povýšen na poručíka II. třídy a v revolučním roce 1849 se zúčastnil blokády Benátek. V letech 1852–1853 cestoval po Středomoří na korvetě SMS Titania s kadety námořní akademie. Podobné plavby absolvoval i v dalších letech na korvetě SMS Minerva a v roce 1853 získal hodnost korvetního kapitána. Poté byl velitelem dalších lodí, v roce 1856 byl povýšen na fregatního kapitána a v letech 1858–1859 byl ředitelem námořní školy v Terstu.

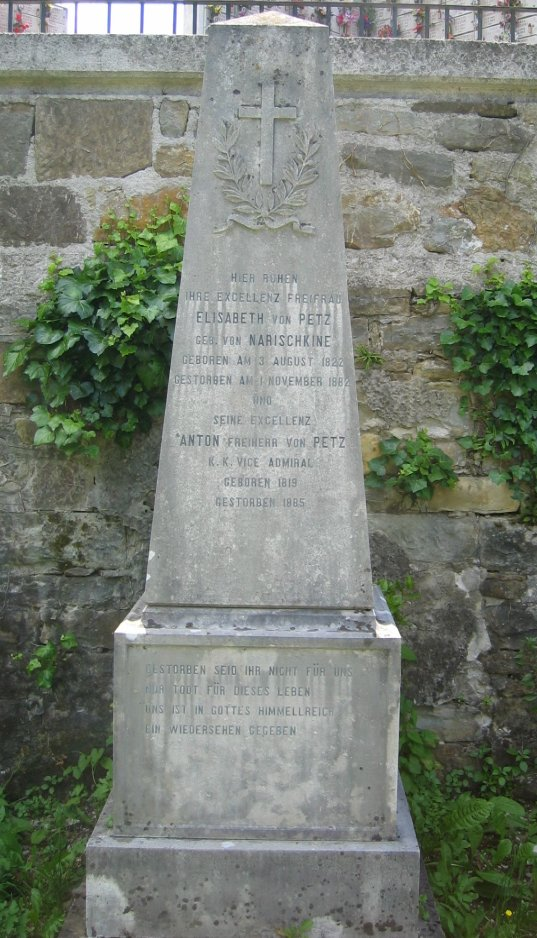
Hrobka admirála Antona von Petz v Terstu

Během války se Sardinií v roce 1859 byl přidělen k areználu v Benátkách a zároveň byl pobočníkem vrchního velitele námořnictva arcivévody Maxmiliána. V roce 1861 byl povýšen na kapitána řadové lodi a následně působil u oblastního námořního velitelství v Terstu, kde byl v letech 1865–1866 ředitelem Hydrografického úřadu. Vynikl především ve válce s Itálií v roce 1866, která probíhala souběžně s prusko-rakouskou válkou v Čechách. Na vlajkové lodi SMS Kaiser byl komodorem, respektive velitelem divize. V bitvě u Visu v červenci 1866 se na své lodi ocitl v obklíčení italského loďstva, přesto zavelel k odvážnému a úspěšnému útoku proti mnohem větší italské bitevní lodi Re di Portogallo. Za zásluhy získal prestižní Vojenský řád Marie Terezie (1866) a o rok později šlechtický titul barona.
Dva dny po bitvě u Visu byl k datu 22. července 1866 povýšen do hodnosti kontradmirála. V letech 1866–1867 byl velitelem C. k. námořní akademie v Rijece a následně přidělen jako zástupce velitele sborového námořního velitelství v Pule (1867–1868). Na fregatě SMS Donau absolvoval v letech 1868–1871 tříletou cestu na Dálný východ a do Ameriky. Cesta sledovala především obchodní zájmy v Siamu, Číně a Japonsku a Petz byl proto dočasně vybaven diplomatickou funkcí mimořádného vyslance a zplnomocněného ministra. Expedice začala 16. října 1868 v Terstu, přes Gibraltar, Tenerife a Kapské Město pokračovala do Singapuru a Bangkoku, kde se v květnu 1869 podařilo uzavřít obchodní smlouvu. Dále pokračovala do Šanghaje, Pekingu a Jokohamy, kde se expedice musela zdržet kvůli tajfunu. Z Japonska cesta rakouské mise vedla přes Honolulu do San Francisca a poté podél břehů jižní Ameriky. V květnu a červnu 1870 se Petz zasloužil o zřízení konzulárního zastoupení v Peru a Chile. Přes Atlantský oceán zakončila výprava cestu s cílem v Pule 1. března 1871.
Po návratu z cesty kolem světa zastával v letech 1871–1878 funkci velitele námořní základny v Terstu. K datu 9. května 1878 byl penzionován v hodnosti viceadmirála a dožil v soukromí v Terstu. Tam také zemřel 7. května 1885 ve věku 66 let a byl pohřben na vojenském hřbitově Sant'Anna.

## Tituly a ocenění

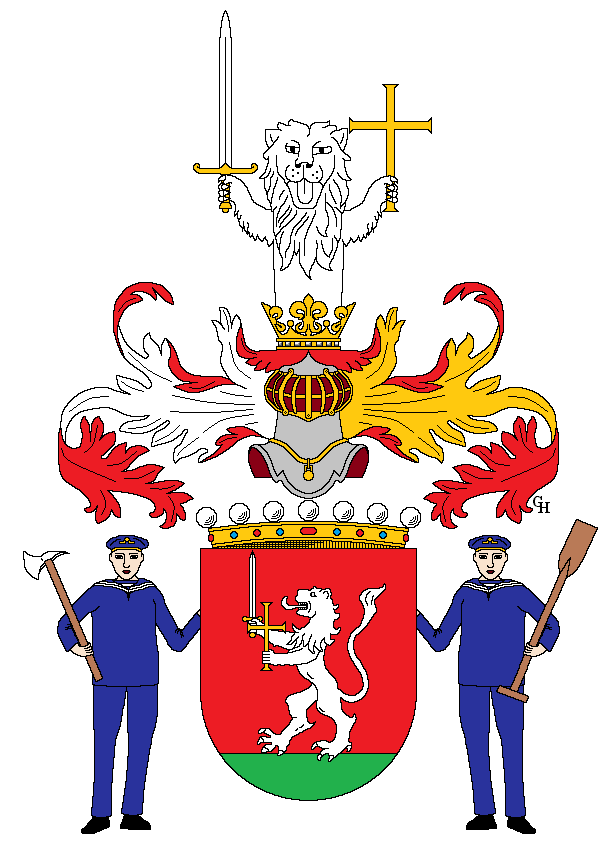
Erb admirála Antona von Petz při povýšení do stavu svobodných pánů (1867)

Za zásluhy svého otce byl v roce 1841 povýšen do šlechtického stavu platného v Uhrách. Za účast v bitvě u Visu byl v roce 1866 vyznamenán rytířským křížem Vojenského řádu Marie Terezie a na základě řádových stanov získal o rok později titul svobodného pána (1867). Byl také nositelem několika dalších vyznamenání v Rakousku-Uhersku i v zahraničí. Jako velitel v Terstu obdržel v roce 1872 titul c. k. tajného rady s nárokem na oslovení Excelence.

### Rakousko-Uhersko
- Služební odznak pro důstojníky III. třídy (1862)
- rytíř Vojenského řádu Marie Terezie (1866)
- Řád železné koruny I. třídy (1871)
- Válečná medaile (1873)

### Zahraničí
- Řád svaté Anny III. třídy (1846, Rusko)
- komandér Řádu Spasitele (1851, Řecko)
- komandér Řádu svatého Řehoře Velikého (1855, Papežský stát)
- velkodůstojník Řádu Guadalupe (1868, Mexiko)
- Řád bílého slona I. třídy (1869 Siam)
- komandér Řádu Kamehamehy I. (1871, Havajské království)